# 홍희연
홍희연(1993년 11월 13일 ~ )은 대한민국의 한의사이며, 보미오라 한의원의 원장이다.

## 방송 출연
- MBC 《기분 좋은 날》 - 자문의 패널
- JTBC 《다큐초이스》 - 인터뷰 출연
- JTBC 《최고의 처방 미라클 푸드》 - 자문의 패널
- JTBC 《TV정보쇼 알짜왕》 - 자문의 패널
- TV조선 《장수상회》 - 자문의 패널
- 채널A 《행복한 아침》 - 자문의 패널
- 채널A 《나는 몸신이다》 - 자문의 패널
- tvN 《프리한 닥터》 - 자문의 패널
- tvN 《70억의 선택》 - 자문의 패널